# مقاطعة ريهي

موقع مقاطعة ريهي في جمهورية الصين الشعبية

ريهي (بالصينية: 热河) ، هي محافظة صينية سابقة ، ضمت إلى جمهورية الصين الوطنية منذ عام 1928م ، وأنتهت عام 1948م ، وكانت عاصمتها الإدارية في ذلك الوقت هي مدينة تشينغ ده.11

## وصلات خارجية
- 古～い世界地図（中華民国や満州国時代の熱河省の地図が閲覧可）
- 満州国臨時政府（満州国時代の写真、資料など閲覧可）